# Сура (проєкт)
Багатофункціональний радіокомплекс Сура — нагрівальний стенд, призначений для вивчення іоносфери. Розташований біля міста Васильсурська Нижньогородської області Росії, за 150 км від Нижнього Новгорода. Побудований 1963 року.
Управляється нижньогородським Науково-дослідним радіофізичним інститутом, відділ 8.
До складу комплексу входять антени, будівля радіопередавального комплексу, трансформаторна підстанція, лабораторний та господарський корпуси.

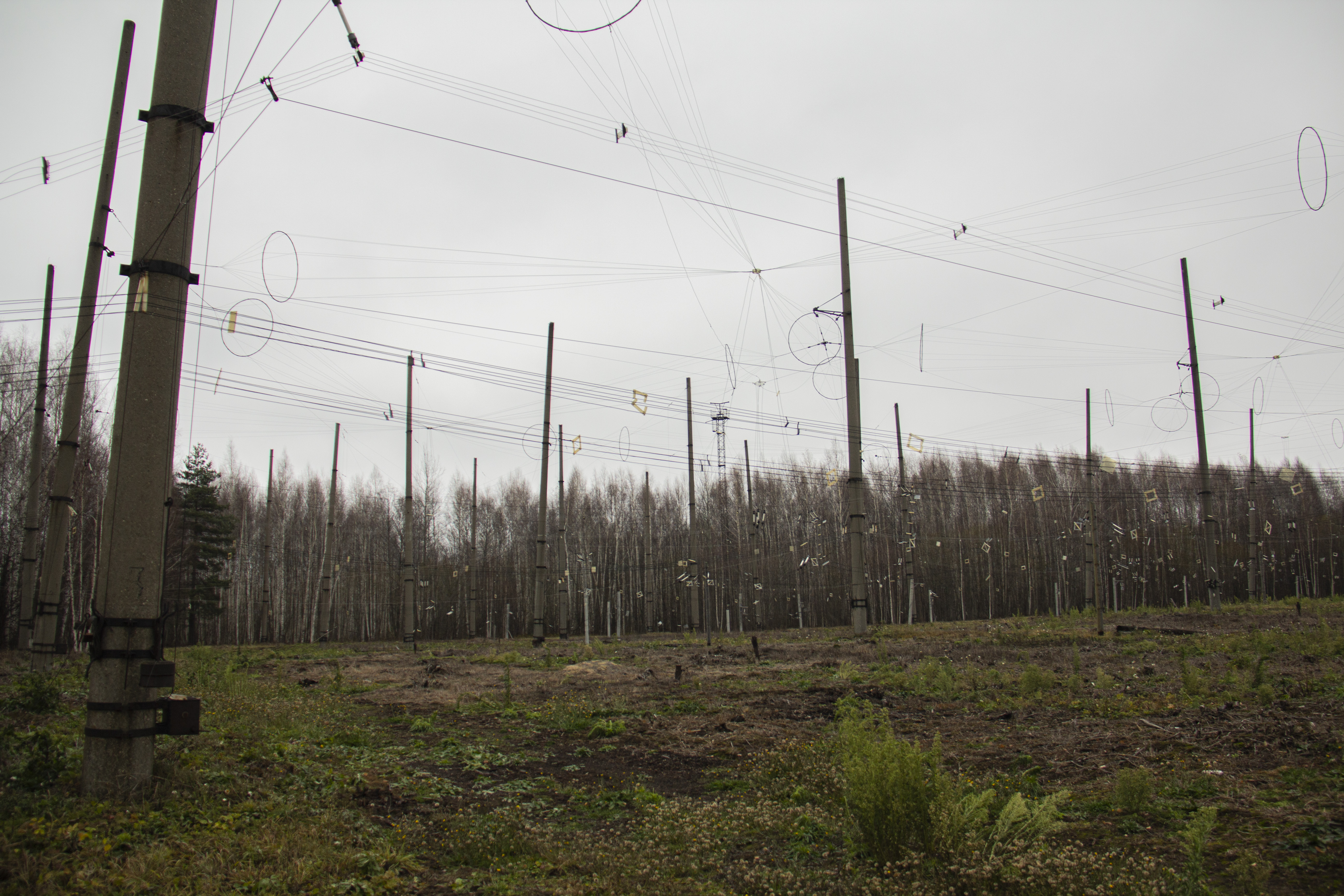
Антенний комплексу «Сура»

## Опис
Установка «Сура» випромінювє тонкий пучок радіохвиль потужністю приблизно до 200 МВт, який поглинається в іоносфері Землі, викликає її нагрівання та інші локальні збурення. Потім наземні датчики реєструють зміни у поведінці частинок, у полях та хвилях.
Розташування нагрівального стенда «Сура» в середніх широтах дозволяє йому проводити експерименти у відносно спокійних областях іоносфери.
На Сурі були відкриті коливання нейтральних частинок, що виникають у відповідь на збурення зарядженої плазми. Це відкриття показало, що іоносфера впливає на нижчі шари атмосфери. Раніше вчені вважали, що різні шари атмосфери не взаємодіють між собою взагалі або взаємодіють односторонньо — нижні шари впливають на верхні.
Однією з наукових задач для створення установки була розробка принципів далекого радіозв'язку, у тому числі зв'язку з підводними човнами на наддовгих радіохвилях, які планували генерувати за допомогою іоносфери. Експерименти показали, що іоносфера надто нестійка, і інтерес Міністерства оборони до проєкту зник.

## Технічна інформація
Установка є фазованою антенною решіткою, складається з трьох передавачів потужністю по 250 кВт і антенного поля 300 × 300 м, на якому розташовані 144 дипольні антени.
Частотний діапазон установки нагрівання — від 4,5 до 9,3 МГц. У середині діапазону досягається максимальне підсилення в зеніті, що становить приблизно 260 (~24 дБ), еквівалентна ізотропно випромінювана потужність (англ. EIRP, Equivalent Isotropically Radiated Power) установки складає 190 МВт (~83 дБВт).

## Аналогічні наукові проєкти
Подібним проєктом є «УРАН-1» в 5 км від Зміїва Харківської області (Україна). Іншим аналогом є радіотехнічна система «Горизонт» в Душанбе (Таджикистан), яка складається з 2 вертикальних прямокутних антен. У США є дві аналогічні станції — HAARP і обсерваторія HIPAS. Також США належить комплекс неподалік від обсерваторії Аресібо в Пуерто-Рико. У Європі є два комплекси з дослідження іоносфери, обидва в Норвегії: потужніший радар EISCAT біля Тромсе і менш потужний SPEAR на архіпелазі Шпіцберген. Аналогічний комплекс розташований у Хікамарці в Перу. Метою побудови всіх цих систем було вивчення іоносфери. Більшість з них має можливість стимулювати локальні ділянки іоносфери. Серед усіх цих приладів за випромінюваною потужністю з «Сурою» можна порівняти HAARP, Arecibo та EISCAT.